# Venjans kyrka
Venjans kyrka är en kyrkobyggnad som tillhör Mora församling i Västerås stift. Kyrkan ligger i samhället Venjan i den gamla Venjans socken på en liten höjd omgiven av Vanån i norr och öster samt den lilla sjön Kyrktjärn i söder.

## Kyrkobyggnaden
Första kyrkan på platsen var ett träkapell uppfört på senmedeltiden. Det bestod av långhus med rakt avslutat kor i öster. Vid norra sidan fanns troligen en ursprunglig sakristia. En ny och större sakristia byggdes 1722 - 1723. Vid södra sidan fanns ett vapenhus, troligen något yngre än övriga kyrkan. Vapenhuset är omnämnt i ett dokument från 1621. Kapellet saknade kyrktorn och klockstapel såväl som kyrkklocka. När Venjan blev egen församling skänkte kungen två skeppund koppar till en kyrkklocka som göts 1614 och sattes upp samma år i en klockstapel.
En ny träkyrka uppfördes 1796 under ledning av byggmästare Mur Olof Nilsson från Malung. Kyrkan invigdes 30 november 1796, men färdigställdes först år 1815. Ursprungligen bestod kyrkobyggnaden av ett rektangulärt långhus med ett rakt avslutat korparti. Mitt på långhusets norra sida fanns ett torn och på motsvarande plats i söder fanns en sakristia. 1837 genomfördes en ombyggnad då kyrkan fick ett nytt tak och ett nytt torn. 1855 tillkom en tresidigt avslutad sakristia i öster. 1875 genomfördes en invändig ombyggnad.
En rejäl om- och nybyggnad genomfördes 1915 efter ritningar av Fredrik Falkenberg. Ombyggnaden avslutades 1917 och resulterade i en betydligt mindre kyrkobyggnad. Av ursprungliga kyrkan bevarades långhusets östra del och sakristian från 1855 som omvandlades till kor. Ett nytt kyrktorn uppfördes vid långhusets västra gavel och vid korets södra sida uppfördes en ny sakristia. Vid en genomgripande upprustning 1956 - 1957 försågs ytterväggarna med ny panel som vitmålades. Tidigare var ytterväggarna rödmålade. Nya fönster och nya urtavlor tillkom också.

## Inventarier
- Altarskåpet är tillverkat i Mellansverige någon gång runt 1500. Skåpet är en gåva från Mora församling när Venjans församling bildades 1607. I skåpet finns en helgonfigur som tros föreställa Maria Magdalena. Skåpdörrarna har målade helgonbilder och en madonnabild.
- Dopfunten av skulpterad täljsten är från 1912. Funten är utförd av bildhuggaren Eugen Hammarberg efter ritning av arkitekt Alfred Danielsson-Bååk. Funtens cuppa har på sidorna reliefer föreställande apostlarnas symboler och på undersidan finns kvistar, blad och äpplen. På cuppan vilar ett lock av mörk ek, med snidad dekor, som kröns av en höna med kycklingar.
- Triumfkrucifixet tillkom 1957 och snidades av Herman Karlsson. Krucifixet består av ett ekkors samt en Kristusfigur av ett ljusare träslag.
- Nuvarande predikstol tillkom 1957 och är utförd av skulptören Sven Lundqvist. Den är gjord av päronträ och är omålad. Ett timglas från 1700-talet hör till predikstolen. I ursprungliga kapellet fanns en predikstol från 1600-talet som 1796 såldes vidare Öje kapell. En predikstol från 1855 står numera i Kättbo kapell. En predikstol som sattes in 1917 hade bara korg och saknade ljudtak. Ödet för denna predikstol är okänt.
- Första orgeln skaffades in 1870 och hade tidigare använts i Floda kyrka och var tillverkad av G.W. Becker. Senare inköptes en orgel från Lima kyrka som var i bruk tills gamla kyrkan revs. När nuvarande kyrka uppfördes anskaffades 1917 en ny orgel av Setterquist & Son. Tillhörande orgelfasad i jugendstil var byggd efter ritningar av kyrkans arkitekt Fredrik Falkenberg. Orgelverket ombyggdes helt 1957 då fasaden nedmonterades och delar av gamla verket återanvändes. 1990 restaurerades orgeln av Bröderna Moberg, Sandviken. Orgeln återfördes då till 1917 års skick. Fasta kombinationer: piano, mezzoforte, forte, tutti.

| Man I. Huvudverk C-g3 | Man II. Svällverk C-g3 | Pedal C-f1 | Koppel |
| --------------------- | ---------------------- | ---------- | ------ |
| Borduna 16'           | Rörflöjt 8'            | Subbas 16' | II/I   |
| Principal 8'          | Salicional 8'          |            | II/P   |
| Flûte harmonique 8'   | Violin 4'              |            | I/P    |
| Gamba 8'              |                        |            | II16'  |
| Octava 4'             |                        |            | I4'    |
| Trumpet 8'            |                        |            |        |

- I vapenhuset hänger två ljuskronor av hamrat järn. Enligt inskrifter är de donerade 1910 respektive 1911.
- I tornet hänger två klockor. Lillklockan göts år 1648 i Stockholm och storklockan göts 1628 och göts om 1864.